# 沖縄基地
沖縄基地（おきなわきち、JMSDF Okinawa Naval Base）とは、沖縄県うるま市勝連平敷屋1920、平敷屋2255-2に所在し、沖縄基地隊等が配置されている海上自衛隊の基地である。勝連半島（現在は与勝半島と呼ばれている）の先端にあり、別名勝連基地とも呼ばれている。沖縄県に置かれている、唯一の海上自衛隊海上部隊の基地である。

## 概要

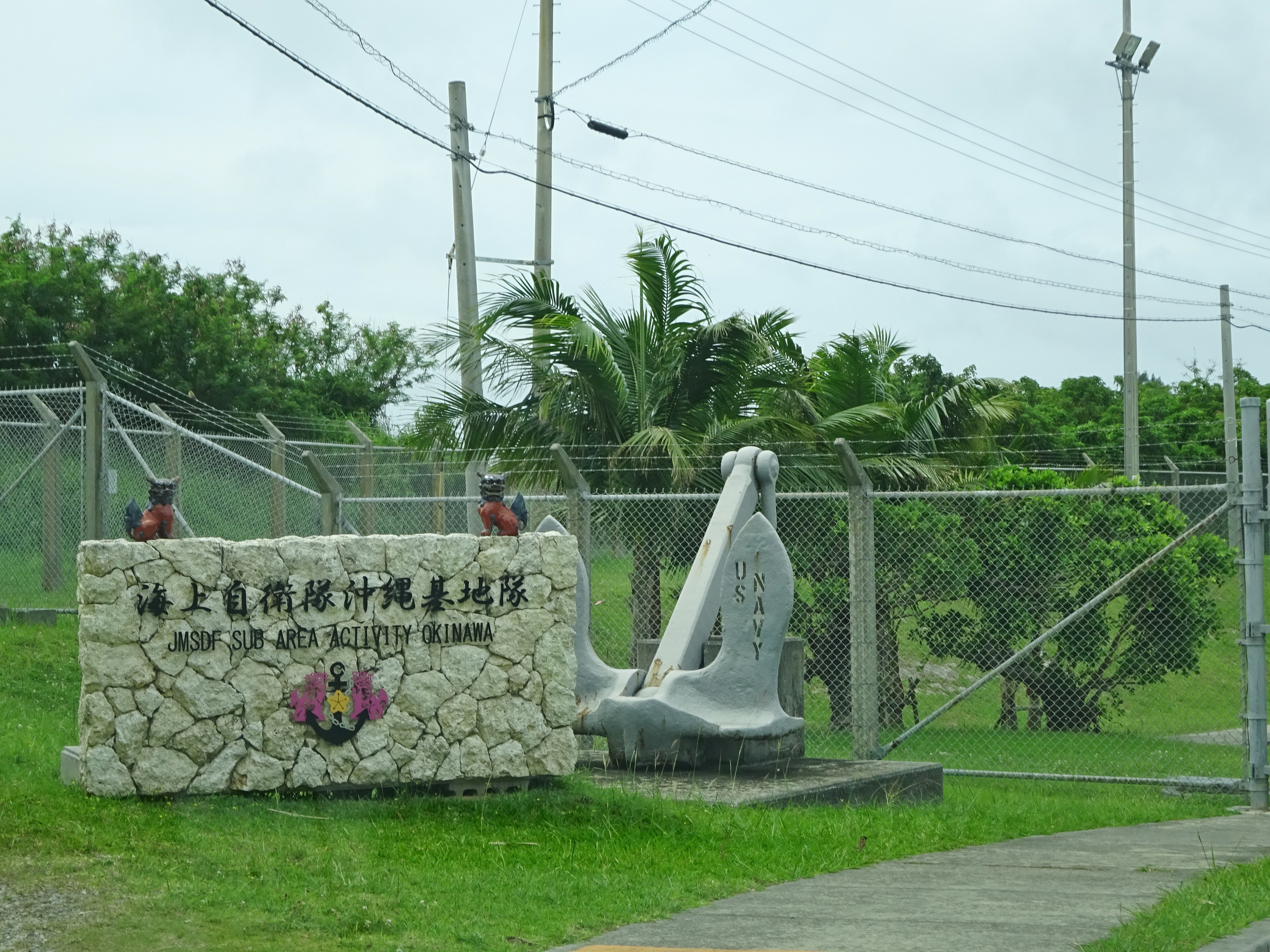
海上自衛隊沖縄基地隊前のモニュメント

隣接地にアメリカ海軍の軍港であるホワイト・ビーチ地区があり、事実上一体化している。1972年の沖縄返還とともに、ホワイトビーチ地区の一部返還を受け、翌1973年に沖縄基地派遣隊が、同年には沖縄基地隊として新編された。
佐世保地方隊隷下の第46掃海隊の基地であり、掃海艇3隻が所属している他、寄港する海上自衛隊自衛艦隊艦船などが岸壁を使用している。
基地が占める土地のうち国有地はおよそ1/9に過ぎず、残りの部分は私有地を借用している状態である。このため、年間5000万円以上の金額が賃借料として地主に支払われている。

## 沿革
- 1972年（昭和47年）5月15日 - 沖縄返還、臨時勝連管理隊を新編
- 1972年（昭和47年）7月16日 - 臨時勝連管理隊を廃止して臨時沖縄基地隊派遣隊を新編
- 1973年（昭和48年）10月16日 - 臨時沖縄基地隊派遣隊を改編して沖縄基地隊を新編
- 1974年（昭和49年）9月30日 - 第23輸送艇隊が解散
- 1976年（昭和51年）10月1日 - 具志川送信所が完成
- 1984年（昭和59年）7月2日 - 沖縄海洋観測所を新編
- 2022年（令和04年）3月1日 - 海上自衛隊警務隊の改編により、佐世保地方警務隊勝連警務分遣隊が廃止[1]。

## 配置部隊
- （佐世保地方隊）
  - 沖縄基地隊
    - 第46掃海隊
      - MSC-691「ししじま」
      - MSC-692「くろしま」

    - 沖縄水中処分隊
      - YDT-06「水中処分母船6号」
- （海洋業務・対潜支援群）
  - 沖縄海洋観測所

## その他
- 沖縄基地近くに具志川送信所がある。この施設は、アメリカ海兵隊のキャンプコートニーの一部用地の返還を受けて運用されており、沖縄近海を航行する海上自衛隊の艦船や航空機に対する通信を行う。